# Симор (Франция)
Симо́р (фр. Simorre) — коммуна во Франции, находится в регионе Юг — Пиренеи. Департамент — Жер. Входит в состав кантона Ломбес. Округ коммуны — Ош.
Код INSEE коммуны — 32433.

## География

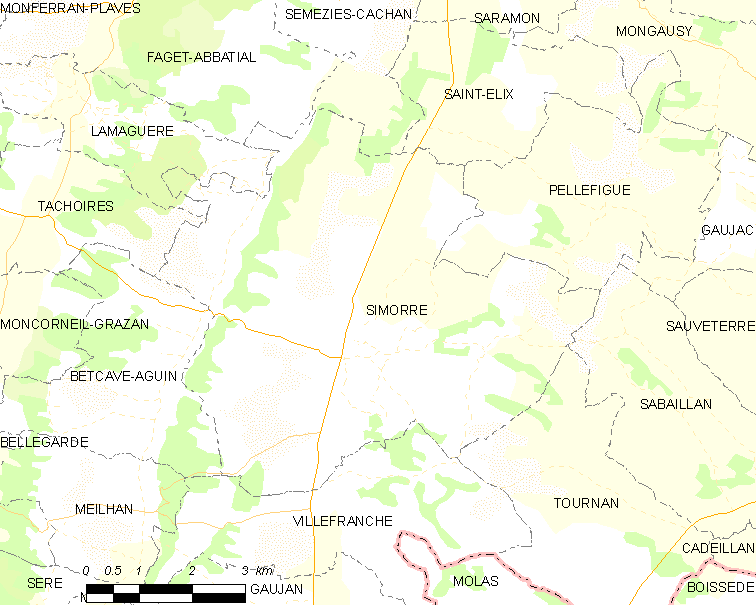
Карта коммуны

Коммуна расположена приблизительно в 620 км к югу от Парижа, в 60 км западнее Тулузы, в 25 км к юго-восточнее от Оша.
По территории коммуны протекает река Жимон.

## Климат
Климат умеренно-океанический. Лето жаркое и немного дождливое, температура часто превышает 35 °С. Зимой часто бывает отрицательная температура и ночные заморозки. Годовое количество осадков — 700—900 мм.

## Население
Население коммуны на 2010 год составляло 690 человек.
| 1962 | 1968 | 1975 | 1982 | 1990 | 1999 | 2010 |
| ---- | ---- | ---- | ---- | ---- | ---- | ---- |
| 931  | 911  | 806  | 804  | 708  | 698  | 690  |

## Администрация
| Период | Период | Фамилия         | Партия | Примечания |
| ------ | ------ | --------------- | ------ | ---------- |
| 2001   | 2014   | Клод Сильберзан |        |            |
| 2014   | 2020   | Андре Лаффон    |        |            |

## Экономика
В 2010 году среди 350 человек трудоспособного возраста (15-64 лет) 248 были экономически активными, 102 — неактивными (показатель активности — 70,9 %, в 1999 году было 65,5 %). Из 248 активных жителей работали 216 человек (114 мужчин и 102 женщины), безработных было 32 (15 мужчин и 17 женщин). Среди 102 неактивных 14 человек были учениками или студентами, 52 — пенсионерами, 36 были неактивными по другим причинам.

## Достопримечательности
- Церковь Св. Валентина (XVIII век). Исторический памятник с 1978 года[4]
- Церковь Успения Божьей Матери[фр.] (1309 год). Исторический памятник с 1846 года[5]

## Фотогалерея

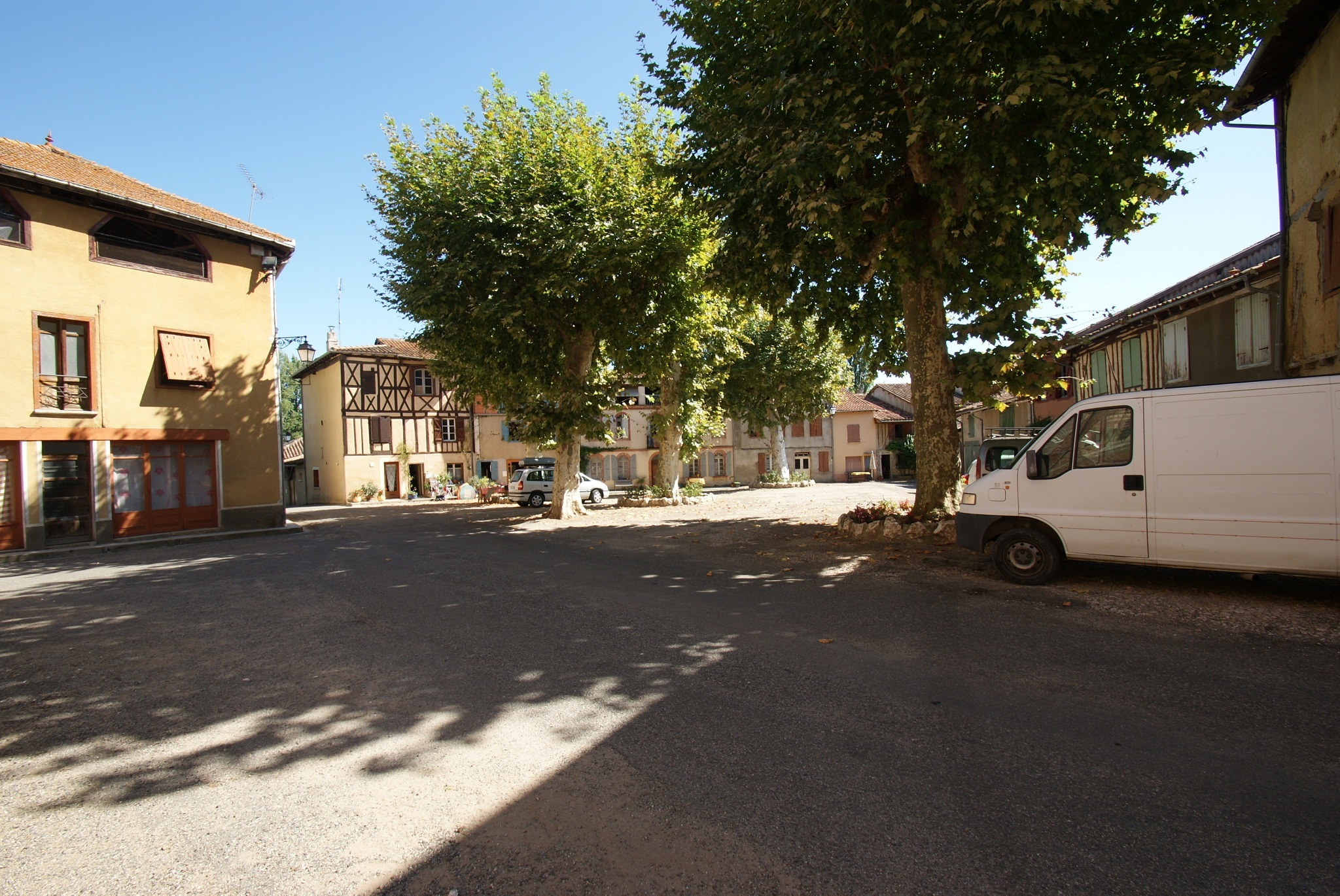
Симор
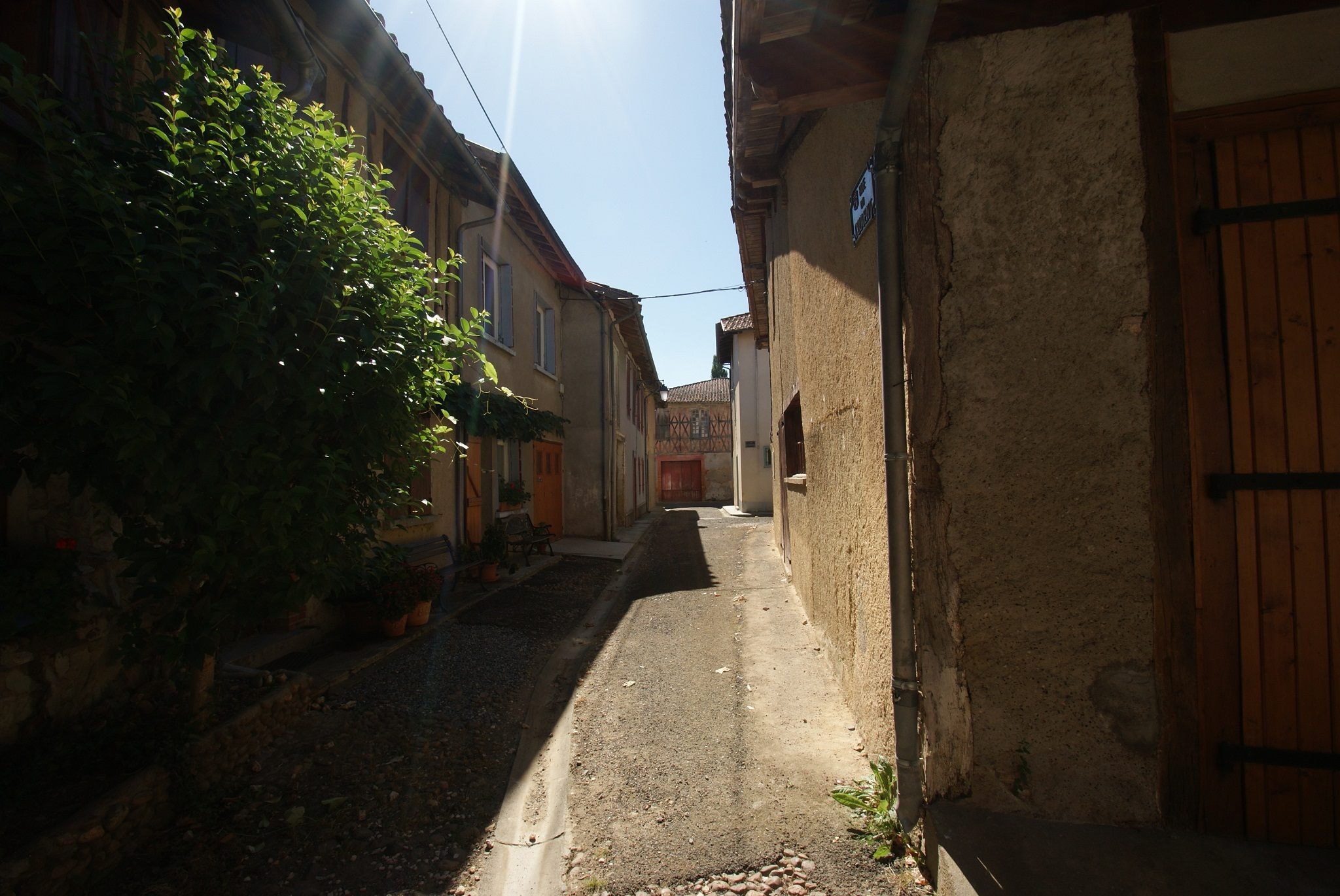
Симор
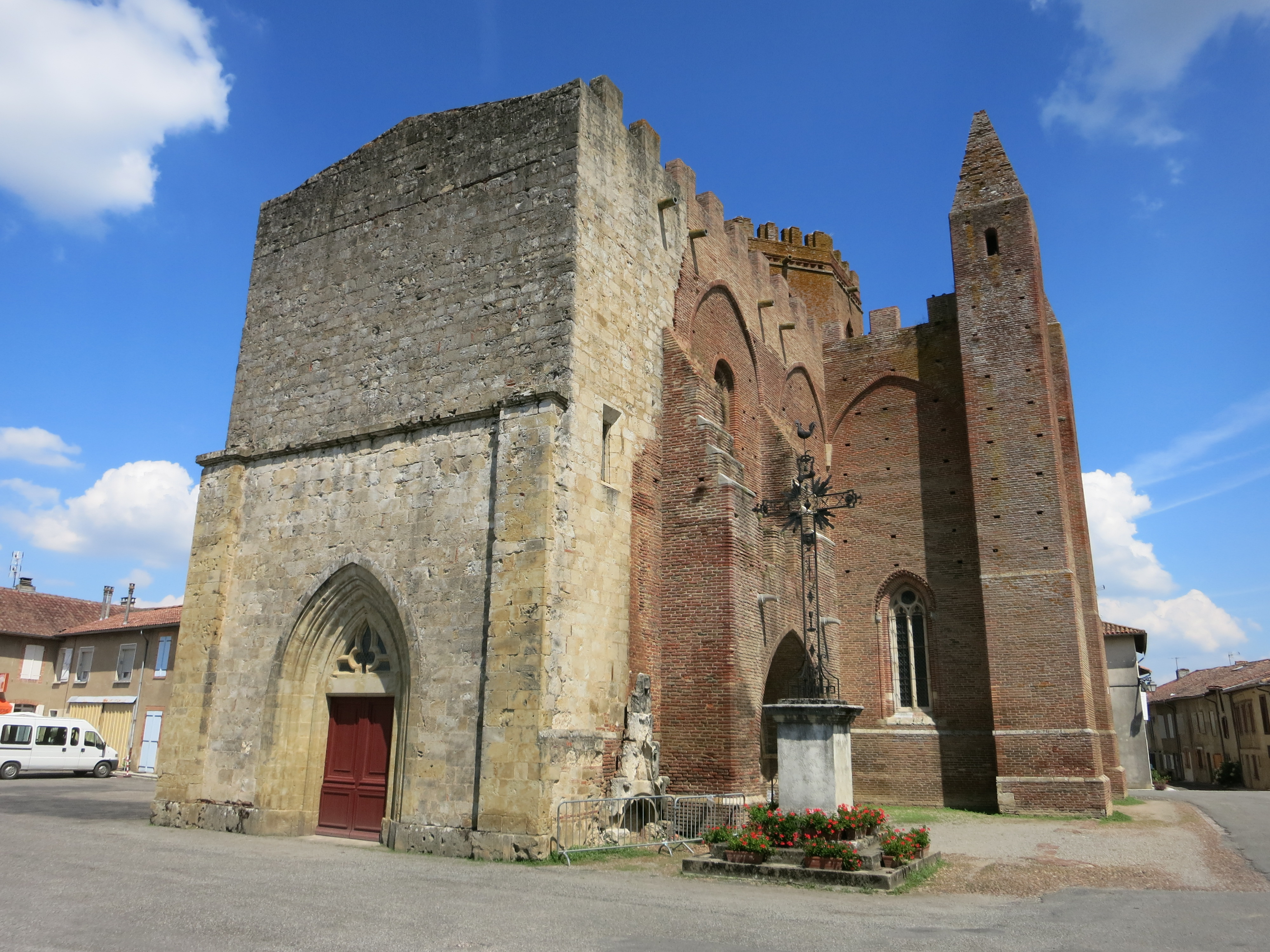
Церковь Успения Божьей Матери
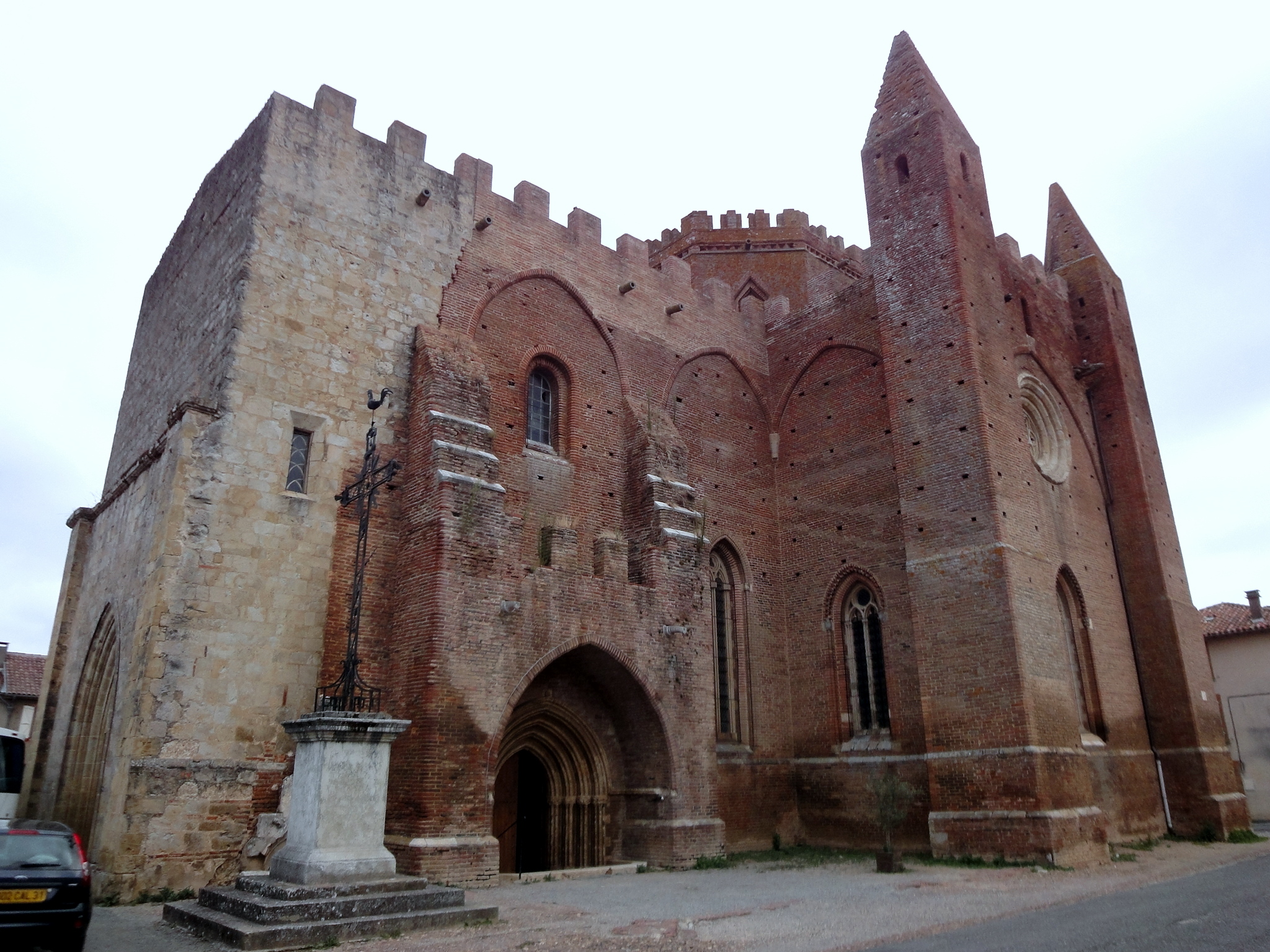
Церковь Успения Божьей Матери
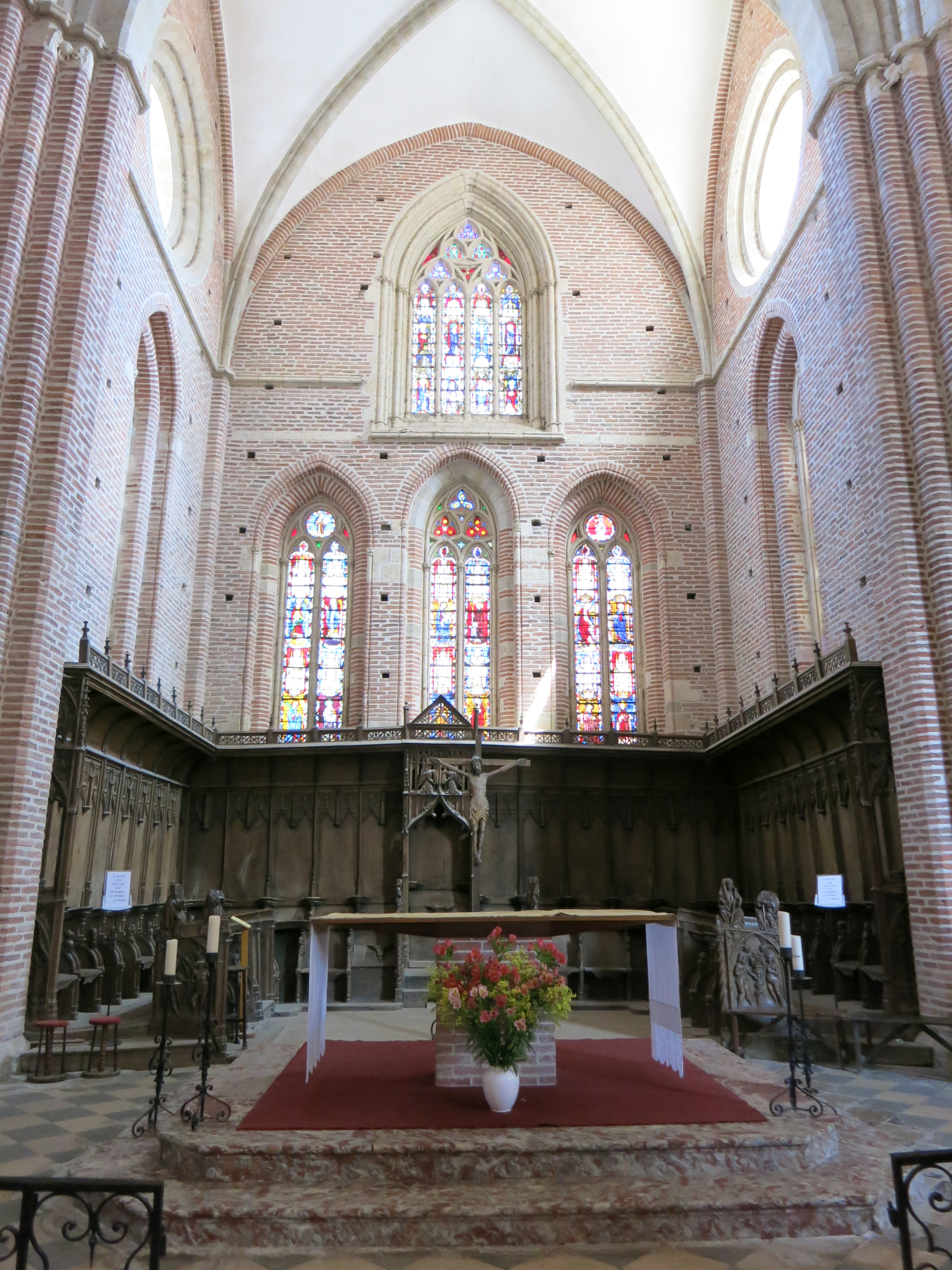
Интерьер церкви Успения Божьей Матери
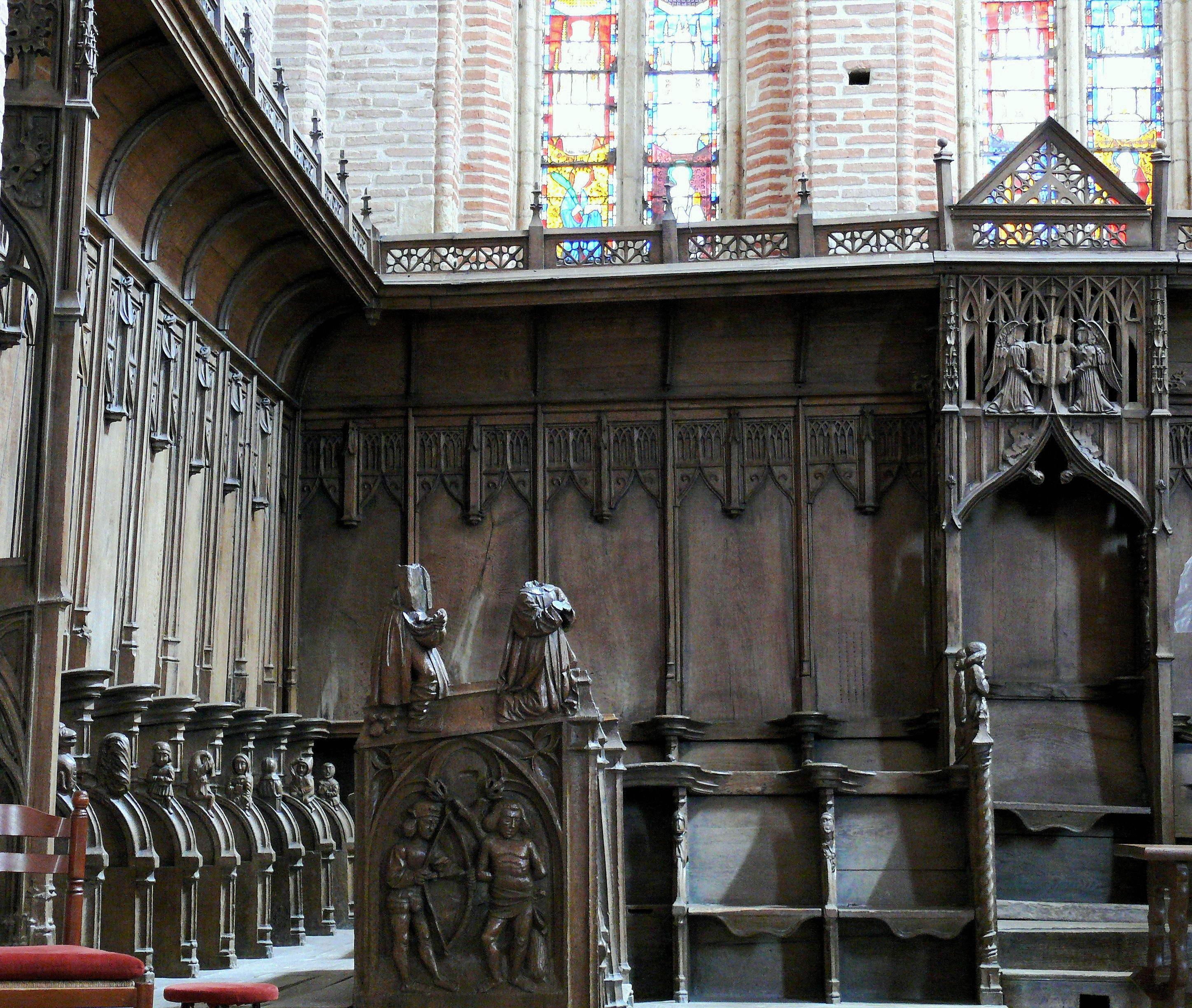
Интерьер церкви Успения Божьей Матери